# (25570) Kesun
(25570) Kesun est un astéroïde de la ceinture principale d'astéroïdes.

## Description
(25570) Kesun est un astéroïde de la ceinture principale d'astéroïdes. Il fut découvert le 12 décembre 1999 à Socorro (Nouveau-Mexique) par le projet LINEAR. Il présente une orbite caractérisée par un demi-grand axe de 2,36 UA, une excentricité de 0,10 et une inclinaison de 7,6° par rapport à l'écliptique.

## Compléments